# Zuckmanteler Bergland

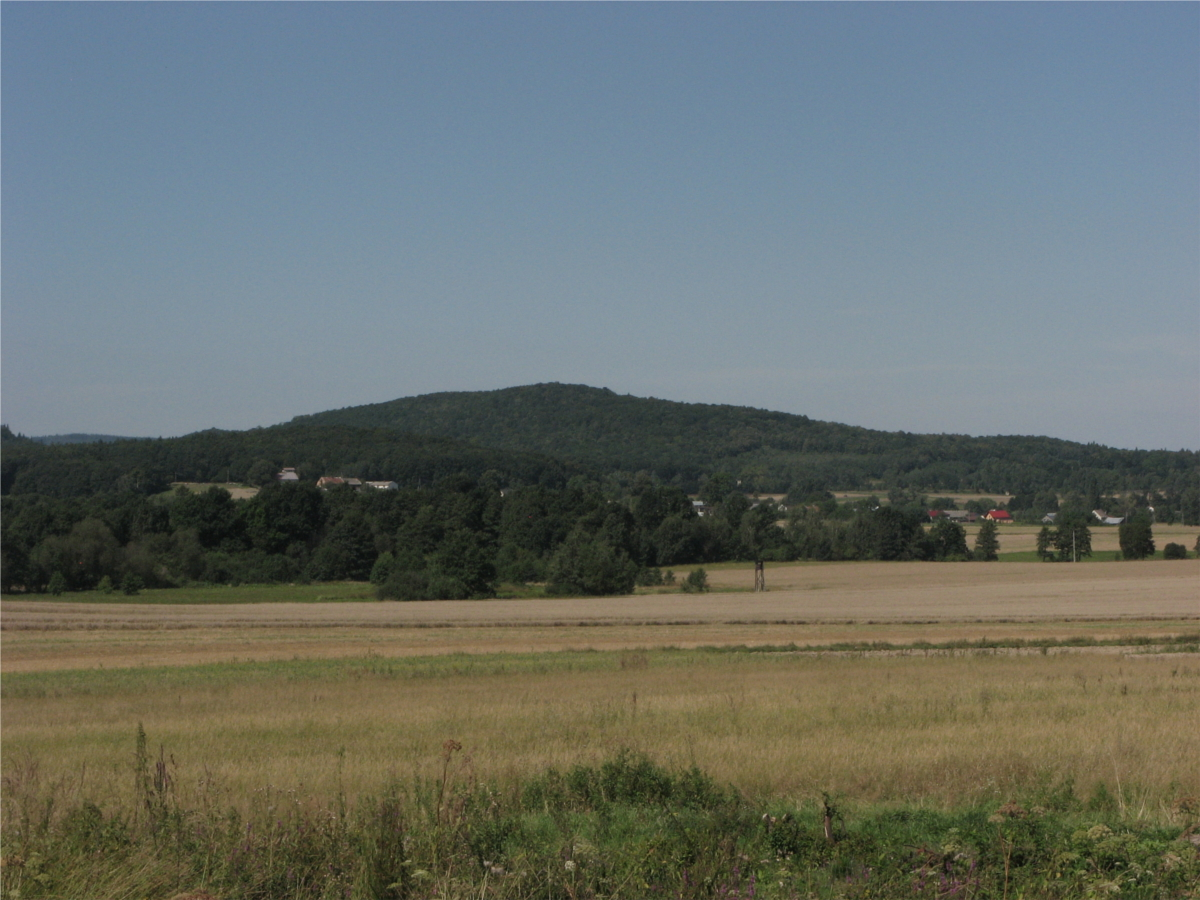
Der Birkberg (Olszak)

Das Zuckmanteler Bergland, auch Oppagebirge (tschechisch: Zlatohorská vrchovina, früher Severní podhoří Hrubého Jeseníku, Jindřichovské podhoří bzw. Opavská vrchovina; polnisch: Góry Opawskie) ist ein Bergland im Nordosten Tschechiens und Süden Polens.

## Lage
Das Bergland ist Teil des Gebirgszuges der Ostsudeten und befindet sich im Norden Sudetenschlesiens und Südosten Oberschlesiens.
Es schließt sich an den östlichen Teil des Reichensteiner Gebirges (Rychlebské hory/Góry Złote) an. Im Nordwesten grenzt es an das Friedeberger Bergland (Žulovská pahorkatina/Przedgórze Paczkowskie). Gegen Norden fällt das Bergland zur Ottmachauer Senke (Vidnavská nížina/Obniżenie Otmuchowskie) und im Osten zum Leobschützer Lößhügelland (Opavská pahorkatina/Płaskowyż Głubczycki) ab. Südlich schließt sich das Niedere Gesenke (Nízký Jeseník) und im Südwesten das Altvatergebirge (Hrubý Jeseník) an.
Politisch befindet sich das Gebirge auf der Landesgrenze zwischen Polen und Tschechien. Der polnische Teil gehört zur Wojewodschaft Oppeln und erstreckt sich auf dem Gebiet der Städte Prudnik und Głuchołazy sowie der Ortschaften Jarnołtówek, Pokrzywna, Łąka Prudnicka, Moszczanka, Trzebina, Skrzypiec, Dytmarów, Krzyżkowice, Dębowiec, Opawice, Lenarcice, Krasne Pole, Chomiąża, Pietrowice, Ciermięcice, Pielgrzymów, Dobieszów, Gołuszowice, Zopowy, Zubrzyce, Włodzienin, Lewice, Bliszczyce und Branice. Der tschechische Teil umfasst 527 km² und befindet sich im Grenzgebiet zwischen dem Moravskoslezský kraj und Olomoucký kraj. In dieser Region liegen u. a. die Ortschaften Zlaté Hory, Rejvíz und Mikulovice.
Im Zuckmanteler Bergland entspringen die Flüsse Elsnitz (Olešnice/Białka), Goldoppa (Opawica/Opavice), Ossa (Osoblaha/Osobłoga) und Prudnik (Prudník). Das Tal der Biele (Bělá/Biała Głucholaska) bildet im Westen die natürliche Grenze zum Reichensteiner Gebirge.

## Untergliederung

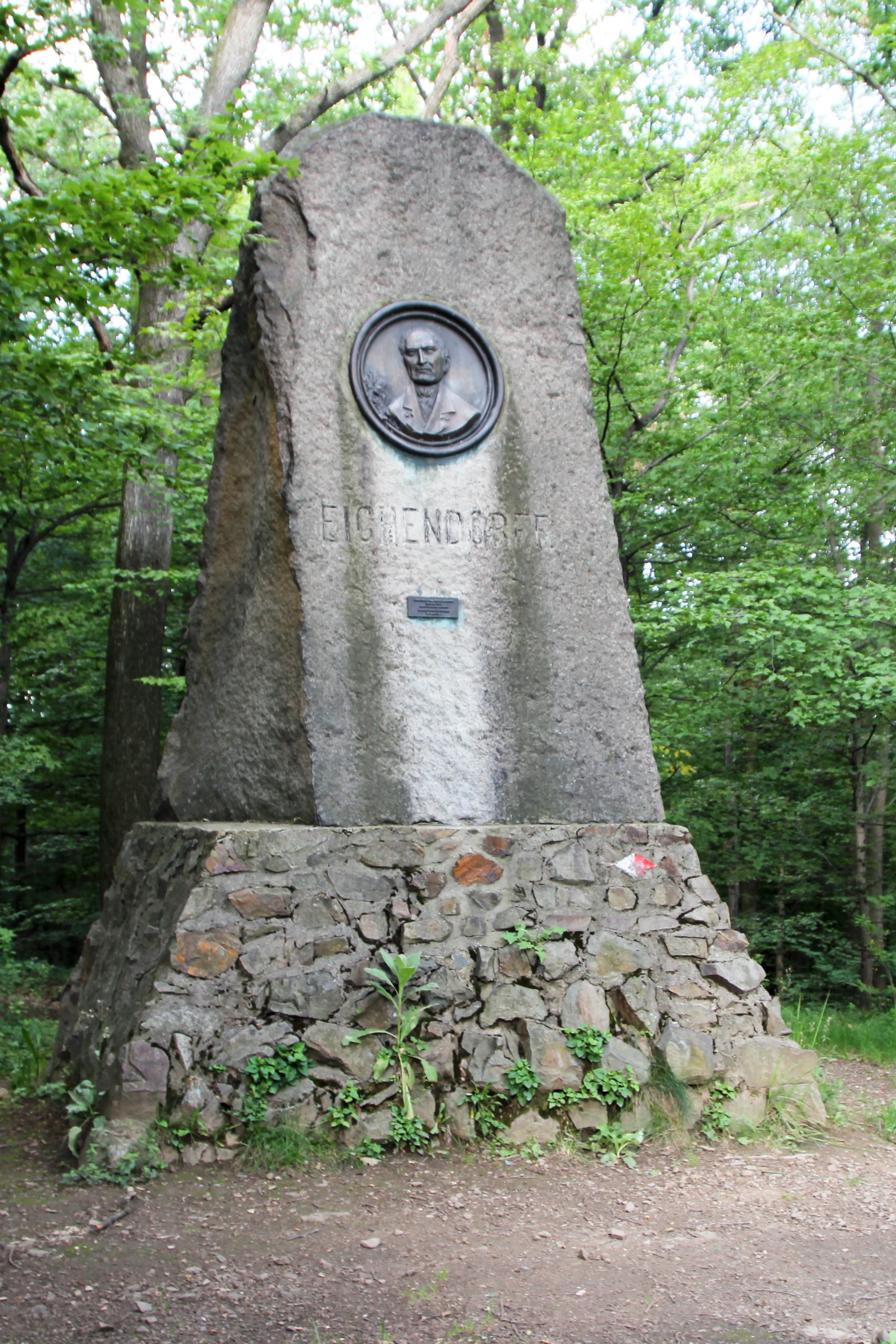
Das Joseph-von-Eichendorff-Denkmal auf Kobylica (Kobelberg) bei Prudnik

Das Bergland wird in drei geomorphologischen Untereinheiten gegliedert. Dies sind die Bělská pahorkatina (Biela-Hügelland), Hynčická hornatina (Heinzendorfer Bergland) und die Rejvizská hornatina (Reihwiesener Bergland).
Der polnische, als Góry Opawskie bezeichnete Anteil weist keine homogene Gebirgsstruktur auf und besteht aus zwei durch die Ottmachauer Senke voneinander getrennten Ausläufern der Bělská pahorkatina und Hynčická hornatina. Dieser Teil wird nach den höchsten Erhebungen in die sechs Massive Parkowa Góra, Biskupia Kopa (Bischofskoppe), Olszak (Birkberg), Długota (Langer Berg), Lipowiec (Lindenberg) und Graniczny Wierch unterschieden.
Weitere Berge sind die Średnia Kopa (Mittelkoppe),  Tylna Kopa (Hinterkoppe), Szyndzielowa Kopa (Schindelberg),  Bukowa Góra (Buchberg), Przednia Kopa (Vorderkoppe), Gołębia Góra (Taubenberg), Cygańska Góra (Ziegeunerberg),  Kocia Góra (Huhlberg),  Skalna Góra (Steinberg), Czapka (Hutberg),  Krzyżówka (Kreuzberg),  Wróblik (Sperlingslehne),  Kobylica (Kobelberg),  Kraska (Hinterfeldberg),  Okopowa (Schwedenschanze), Młyńska Góra (Mühlberg),  Wężowa Góra (Haimbrekberg),  Sępik (Geiersberg),  Święta Góra (Heiligberg), Zbylut (Stählerberg),  Trupina (Galgenberg), Grodowa Góra (Wilhelmshöhe),  Szubieniczna Góra (Galgenberg), Kapliczna Góra (Kappelsberg/Kapellenberg),  Kozia Góra (Ziegenberg),  Kłobuczek (Hutberg), Dębowa Góra (Eich Berg). Die polnischen Namen der Berge, häufig Übersetzungen der deutschen Namen, wurden 1949 politisch festgesetzt, um die historischen deutschen Namen zu verdrängen.

## Höchste Erhebungen
- Příčný vrch (Querberg; 975 m) in Tschechien
- Bischofskoppe (Biskupská kupa/Biskupia Kopa; 890 m) auf der Staatsgrenze

## Panorama

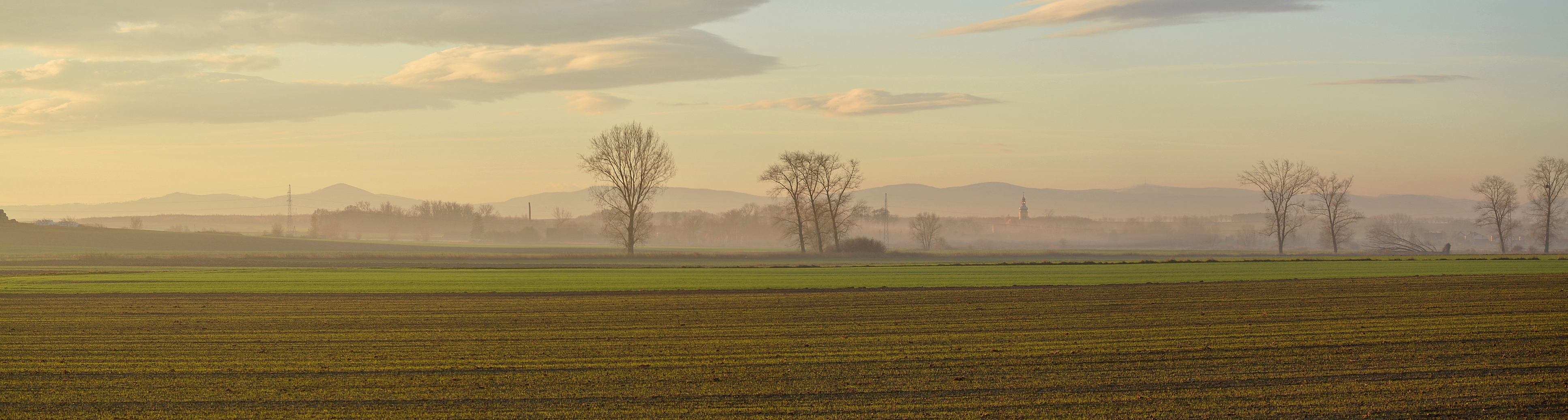
Blick von Norden (Polen)